# Cục Xe – Máy, Quân đội nhân dân Việt Nam
Cục Xe-Máy trực thuộc Tổng cục Kỹ thuật, Bộ Quốc phòng Việt Nam, thành lập ngày 18 tháng 4 năm 1955  là cơ quan đầu ngành quản lý và bảo đảm kỹ thuật xe – máy cấp chiến lược của Quân đội nhân dân Việt Nam.

## Lịch sử hình thành
- Cục Xe – Máy có ngày truyền thống là ngày 28 tháng 3 năm 1951. Đó là ngày Chủ tịch Hồ Chí Minh đến thăm và động viên 2 đại đội ô tô đầu tiên của Quân đội nhân dân Việt Nam, tại Nà Roác, Hòa An, Cao Bằng và căn dặn ngành Xe – Máy: "Xe, xăng là mồ hôi nước mắt, xương máu của nhân dân, các chú phải chăm sóc xe, yêu xe như con, quý xăng như máu".[2] Ngày thành lập Cục Xe – Máy vào ngày 18 tháng 4 năm 1955, tên ban đầu của Cục là Quản lý xe với Trần Cư là cục trưởng đầu tiên.
- Ngày 18 tháng 4 năm 1955, Tổng Quân ủy thông qua đề án của Tổng cục Hậu cần quyết định tổ chức lại Cục Vận tải thành ba cơ quan trực thuộc Tổng cục Hậu cần: Cục Quản lý xe hơi máy kéo, các đoàn ô tô, Phòng Xăng dầu.
- Ngày 21 tháng 11 năm 1974, Bộ trưởng Bộ Quốc phòng ra Quyết định 756/QĐ-QP về việc thành lập Cục Quản lý Xe.
- Ngày 16 tháng 10 năm 1980, Cục Quản lý Xe đổi tên thành Cục ô tô-máy kéo trực thuộc Tổng cục Kỹ thuật.
- Ngày 29 tháng 3 năm 1984, Cục được đổi tên là Cục Ô tô-máy kéo-Trạm nguồn trực thuộc Bộ Quốc phòng
- Ngày 12 tháng 2 năm 1993, Cục được đổi tên là Cục Quản lý Xe-Máy trực thuộc Tổng cục Kỹ thuật.
- Tháng 10 năm 2007, Cục được đổi tên là Cục Xe-Máy trực thuộc Tổng cục Kỹ thuật.[3]

## Lãnh đạo Cục Xe–Máy
- Thiếu tướng Nguyễn Quế Lâm, Cục trưởng
- Đại tá Nguyễn Minh Tuấn, Phó Cục trưởng, Bí thư Đảng ủy Cục
- Đại tá Nguyễn Năng Thắng, Phó Cục trưởng
- Đại tá Nguyễn Đức Lượng, Phó Cục trưởng

## Cơ quan trực thuộc
- Phòng Tham mưu - Kế hoạch
- Phòng Chính trị
- Phòng Hành chính - Hậu cần
- Phòng Kỹ thuật Ô tô - Trạm nguồn
- Phòng Kỹ thuật Tăng - Thiết giáp
- Phòng Kỹ thuật Công binh
- Phòng An toàn Cơ giới quân sự
- Ban Quân lực
- Ban Tài chính

## Đơn vị cơ sở trực thuộc
- Nhà máy Z157 (Phú Diễn, Bắc Từ Liêm, Hà Nội)
- Liên hợp Xí nghiệp Z751[4]
- Xưởng X203[5] (Lĩnh Nam, Hoàng Mai, Hà Nội)
- Đoàn 384[6] (Hoàng Mai, Hà Nội)
- Kho J102[7] (Nho Quan, Ninh Bình)
- Kho J106[8] (Xuân Mai, Hà Nội)
- Kho J112[9] (Ngọc Thụy, Long Biên, Hà Nội)
- Kho J250[10] (Long Bình, Biên Hòa, Đồng Nai)
- Kho J258 (Đà Nẵng)
- Trung tâm Kiểm định số 01 (Phú Diễn, Bắc Từ Liêm, Hà Nội)
- Trung tâm Kiểm định số 17
- Trạm Kiểm định số 14
- Trạm Đo lường

## Hệ thống cơ quan Xe–máy trong Quân đội
- Cục Xe – Máy thuộc Tổng cục Kỹ thuật
- Phòng Xe – Máy thuộc Cục Kỹ thuật của các Quân khu, Quân đoàn, Quân chủng, Binh chủng, Tổng cục và tương đương
- Ban Xe – Máy thuộc Phòng Kỹ thuật của các Sư đoàn, Lữ đoàn, Vùng Cảnh sát biển, Bộ CHQS tỉnh, thành phố trực thuộc TW, Bộ CHBP tỉnh, thành phố trực thuộc TW và tương đương
- Trợ lý, Nhân viên Xe – máy thuộc Ban Kỹ thuật của các Trung đoàn, Ban chỉ huy quân sự quận, huyện, thị xã và tương đương

## Cục trưởng qua các thời kỳ
- 1955–1960, Đại tá Trần Cư
- 1960–1965, Đại tá Vũ Văn Đôn
- 1965–1967, Đại tá Nguyễn Văn Lục
- 1967–1974, Vũ Văn Đôn, Thiếu tướng (1974)
- 1974–1978, Đại tá Vũ Toàn
- 1978–1979, Đại tá Mai Văn Phúc
- 1979–1990, Đại tá Nguyễn Chúc
- 1990–1996, Thiếu tướng Trần Đình Nghĩa
- 1996–2001, Đại tá Bùi Đình Cự
- 2001–2005, Đại tá Hà Hữu Diên
- 2005–2008, Đại tá Lê Hữu Thục
- 2008–2014, Trần Hùng Nam, Thiếu tướng (2011)[11], nguyên Viện trưởng Viện Kỹ thuật Cơ giới Quân sự
- 2014–2017, Phạm Văn Khánh, Thiếu tướng (2014), sau làm Phó Chủ nhiệm Tổng cục Kỹ thuật (2017–2021)
- 2017–2019, Trần Minh Đức, Thiếu tướng (2017), sau giữ chức Chủ nhiệm Tổng cục Kỹ thuật
- 2019–2.2024, Dương Xuân Nam, Thiếu tướng (2019), nguyên Cục trưởng Cục Kỹ thuật–Binh chủng.
- 2/2024-nay, Nguyễn Quế Lâm, Thiếu tướng (2024).

## Chính ủy qua các thời kỳ
- 2005–2009, Nguyễn Văn Thoa, Đại tá
- 2009–2013, Phạm Văn Lập, Đại tá, Thiếu tướng (2014), Phó Chính uỷ Tổng cục Kỹ thuật (2015–2019)
- 2013–2015, Trần Duy Hưng, Thiếu tướng (2016), sau là Chính ủy Tổng cục Kỹ thuật (2019–nay)
- 2015–2017, Nguyễn Văn Bình, Đại tá, sau Thiếu tướng (2019), Phó Chính ủy Tổng cục Kỹ thuật (2019–nay)
- 2017–nay, Nguyễn Minh Tuấn, Đại tá